# Heimkehr ins Glück
Heimkehr ins Glück ist ein Spielfilm des Regisseurs Carl Boese aus dem Jahr 1933. In den Hauptrollen der Verwechslungskomödie spielen Paul Hörbiger, Heinz Rühmann und Luise Ullrich.

## Handlung
Karl Gruber, vom Schuster zum Generaldirektor einer florierenden Berliner Schuhfabrik aufgestiegen, hat seit vier Jahren ohne Urlaub gearbeitet, während seine Frau Liane zu Hause mondäne Partys feiert und mit dem berühmten Modeschöpfer Baron Schröder flirtet. Um endlich wieder Ruhe zu finden, reist Gruber alleine und inkognito erstmals zu seinem abgelegenen Jagdschloss bei Gernsbach im Schwarzwald. Als er unterwegs picknickt, macht sich sein Luxuscabriolet selbständig und kommt dort zum Halt, wo der altersschwache Hanomag-Kleinwagen des erfolglosen Illusionisten Amadori stand, der mit dressiertem Foxterrier und Affen übers Land tingelt. So tauschen Gruber und Amadori, ohne einander gesehen zu haben, nicht nur die Autos, sondern auch die Rollen. Amadori lässt es sich mit seinen Tieren in Grubers Anwesen gut gehen und führt die Unternehmensgeschäfte. Währenddessen trifft der wirkliche Firmenchef in Gernsbach auf seinen ehemaligen Lehrherren, den einfachen Schuster Pichler, und verguckt sich in dessen Tochter, die Lehrerin Liesl, die bei seiner Ankunft den defekten Hanomag mit ihrem Motorrad abschleppte. Von Pichler hatte Gruber einst sein Lieblings-Schimpfwort „sechsmal verkehrt genähter Dackel“ übernommen. Als Pichler erfährt, dass Gruber in der Schuhindustrie tätig ist, flucht er, da er diese mit ihrer schlechten Massenware für seinen Niedergang vom einstigen Inhaber der größten Schusterei in Aussig verantwortlich macht. Doch bald vertragen sich die beiden wieder und stellen in Pichlers kleinem Häuschen gemeinsam ein Paar Schuhe für Liesl her. In einem Biergarten treffen Gruber und Amadori aufeinander, auch Grubers mit Schröder aus Berlin nachgereiste Frau kommt hinzu und erwischt ihren Mann mit Liesl. Erst da erkennt Amadori, dass er neben dem wahren Gruber saß. Liesl ist enttäuscht, dass Gruber verheiratet ist, doch dieser lässt nicht von ihr locker und kündigt seiner Frau die Scheidung an. Beim Frühstück im Jagdschloss mit Gruber, Liane und Schröder offenbart Amadori während einer Zaubervorführung einen Beweis für den Scheidungsprozess. Gruber lässt sich mit Liesl im Luxusauto zurückchauffieren, den Kleinwagen mit Amadori im Schlepptau.

## Produktionsnotizen
Heimkehr ins Glück war einer von etwa einem Dutzend Spielfilmen, die Carl Boese allein im Jahr 1933 inszenierte. Die Dreharbeiten von Josef Thans Berliner Produktionsgesellschaft ABC-Film fanden im Mai 1933 statt und damit nach der Machtergreifung und nach Goebbels Rede vom 28. März vor der Dachorganisation der Filmschaffenden Deutschlands. Die filmpolitischen Maßnahmen der NSDAP zur Gleichschaltung und Arisierung des deutschen Filmwesens, insbesondere die Gründung der Reichsfilmkammer, waren jedoch zum Zeitpunkt der Dreharbeiten noch nicht umgesetzt. Josef Than, jüdischer Österreicher, konnte so noch als Autor und Produzent wirken, seine Mitarbeit wurde jedoch unterschlagen. Auch der jüdische Österreicher Ludwig Stössel konnte ein letztes Mal im Deutschen Reich arbeiten, bevor er zurück in sein Heimatland ging und nach dessen „Anschluss“ 1938 emigrierte. Wie schon in Luis Trenkers Der Rebell spielte Stössel den Vater von Luise Ullrich.
Erika Falgar, die zuvor in Berlin als Operettensängerin aufgetreten war, hatte als Grubers Ehefrau in Heimkehr ins Glück ihre einzige Filmrolle. Sie starb am 30. Juni 1933, noch vor der Uraufführung des Films.
Außenaufnahmen zeigen unter anderem die Altstadt von Gernsbach, Straßenszenen an der Murg in Obertsrot, Weisenbach und Forbach sowie das für Hermann Sielcken erbaute Baden-Badener Hofgut Mariahalden als Grubers Jagdschloss. Der Autotausch geht am Murg-Nebenfluss Raumünzach vonstatten. Überwiegend besteht der Film jedoch aus Innenaufnahmen in den von Franz Schroedter entworfenen Studiokulissen. Auch die Außenfassade des Gernsbacher Hauses, das in Tagszenen als Schusterhäuschen zu sehen ist, wurde für eine Nachtszene im Studio nachgebaut.

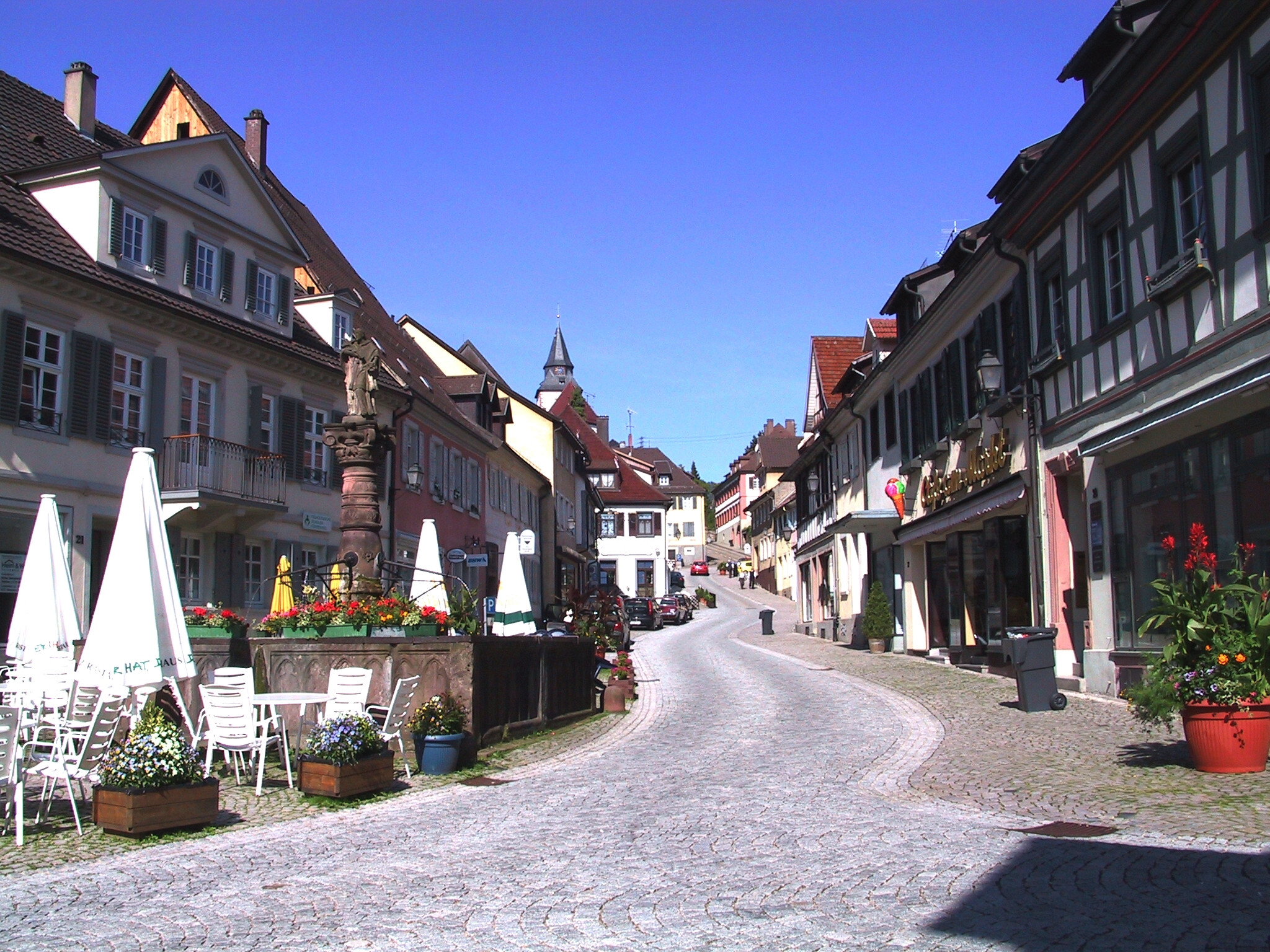
Gernsbacher Marktplatz, Ort von Amadoris Vorstellung
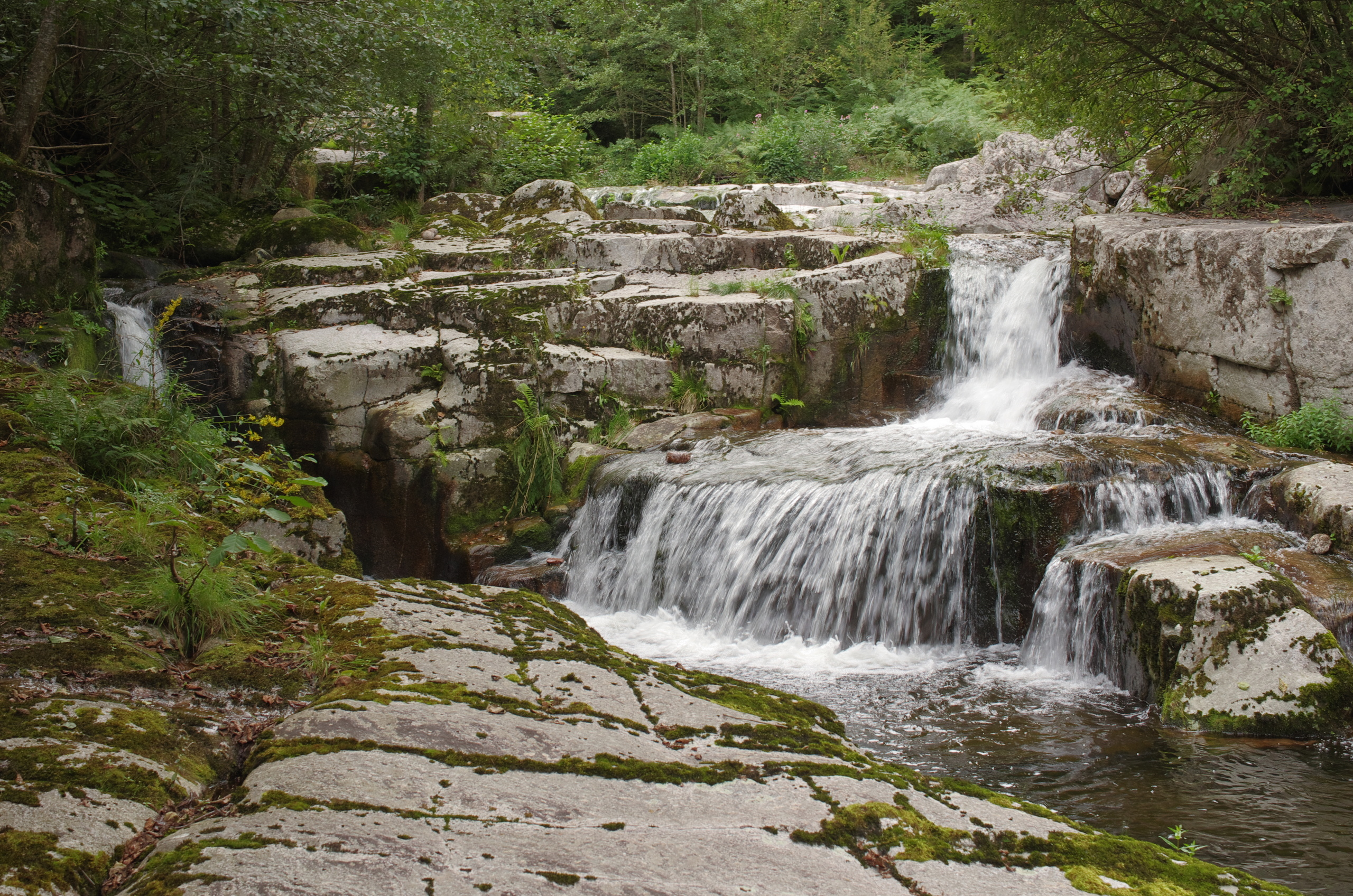
Drehort an der Raumünzach
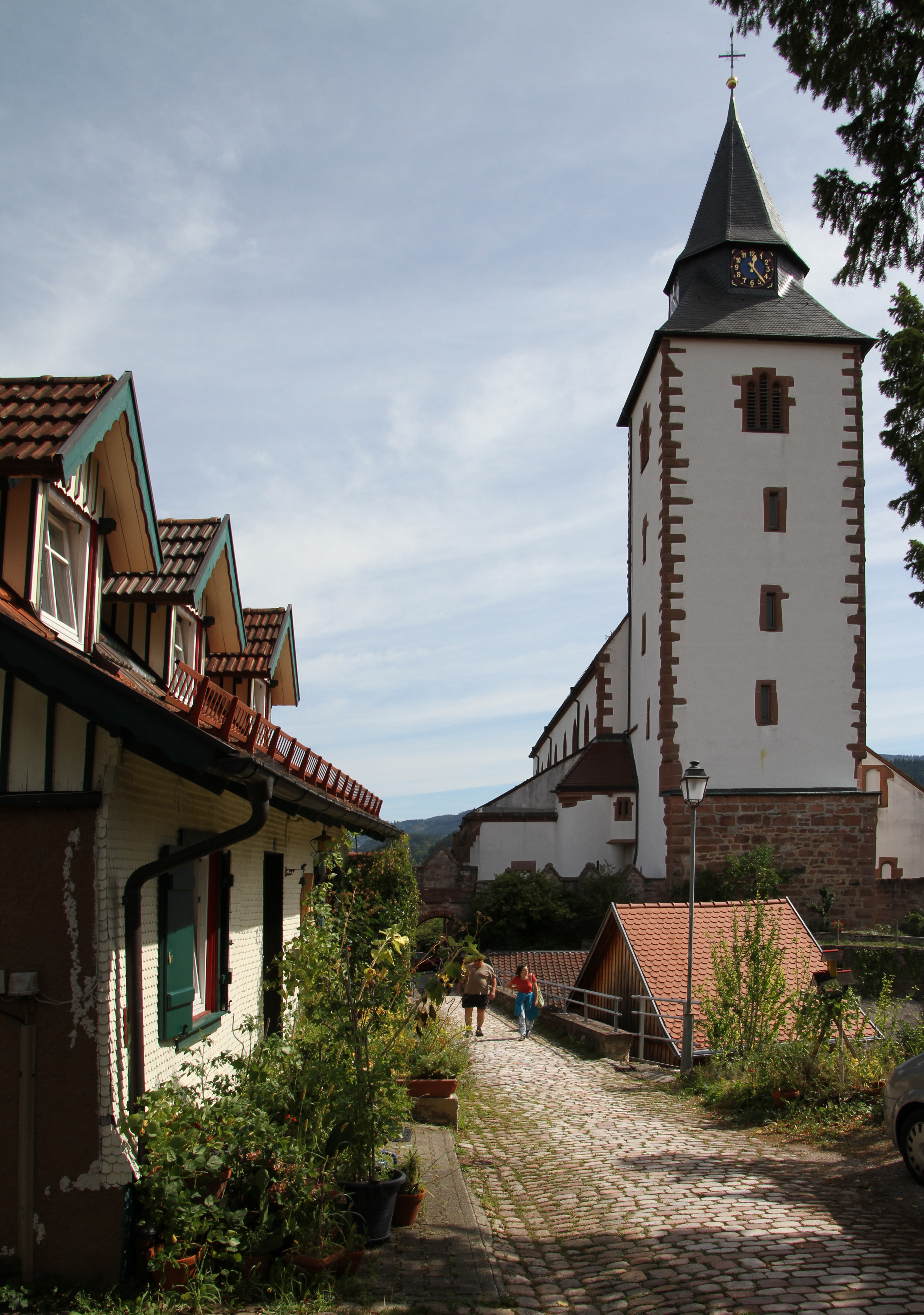
Drehort für Außenaufnahmen von Pichlers Haus bei der Liebfrauenkirche

Die Uraufführung war am 18. August 1933 im Berliner Titania-Palast. Die Berliner Morgenpost berichtete zwei Tage später von einer „sehr freundliche[n] Aufnahme“ durchs Premierenpublikum und „viel Beifall“, „als zwei- und vierbeinige Schauspieler vor dem Vorhang“ erschienen.
Aus dem Film stammt der Schlager Kommt das Glück erst spät zu dir von Eduard Künneke mit einem Text von Richard Keßler. Er wird in Heimkehr ins Glück zweimal von Paul Hörbiger, Ludwig Stössel und Luise Ullrich vorgetragen.